# Scintigrafia con granulociti marcati

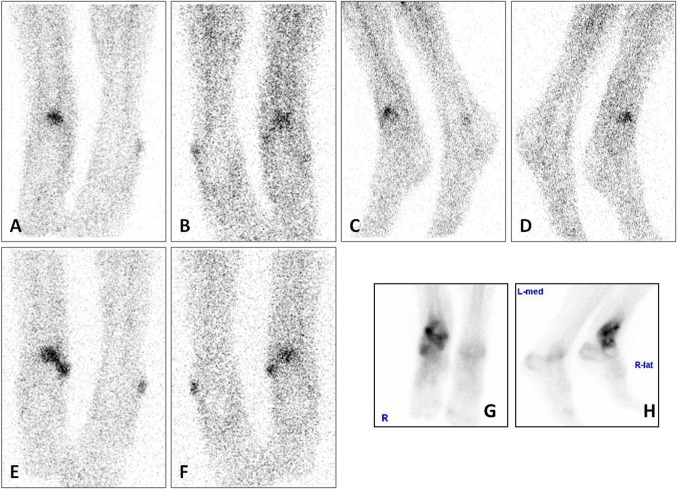
Paziente con osteomielite. A-D scansione a 4 ore con granulociti marcati; E-F scansione a 24 ore con granulociti marcati, G scansione tardiva con farmaco osteotropo che mostra accumulo di questo nella stessa sede ove si accumulano i globuli bianchi marcati

Per scintigrafia con granulociti marcati (indicata anche come scintigrafia con leucociti marcati) si intende un esame diagnostico di medicina nucleare utilizzato per cercare sedi di infezione nell'organismo. Ciò è possibile mediante la marcatura dei granulociti neutrofili del paziente con un radioisotopo. Queste cellule, dirigendosi nel siti infetti, ne permetteranno la localizzazione mediante gamma camera.
Questo esame è usato anche nella valutazione della risposta alle terapie antibiotiche e nel valutare estensione ed intensità dei fenomeni infettivi.

## Principali indicazioni cliniche
La scintigrafia con granulociti marcati è indicata per:
- sospette infezioni di protesi ortopediche, ossee (osteomielite, artrite settica). Nello studio delle protesi la scintigrafia con leucociti marcati viene eseguita per distinguere le mobilizzazioni asettiche da quelle settiche dopo aver eseguito una scintigrafia ossea trifasica o anche subito in caso di sospetto clinico molto forte e/o protesi impiantata da poco tempo (in tali casi la scintigrafia ossea trifasica sarebbe in ogni caso positiva in modo aspecifico).
- valutazione dell'estensione di processi infettivi noti
- valutazione della risposta a terapia antibiotica (dopo un tempo minimo di sospensione di questa per evitare falsi negativi)
- valutazione pre-reimpianto di protesi ortopediche
- piede diabetico
- infezioni di protesi vascolari
- endocardite
- febbre di origine sconosciuta
- infezioni cerebrali
- malattie infiammatorie intestinali (malattia di Crohn e rettocolite ulcerosa)

### Infezioni ossee

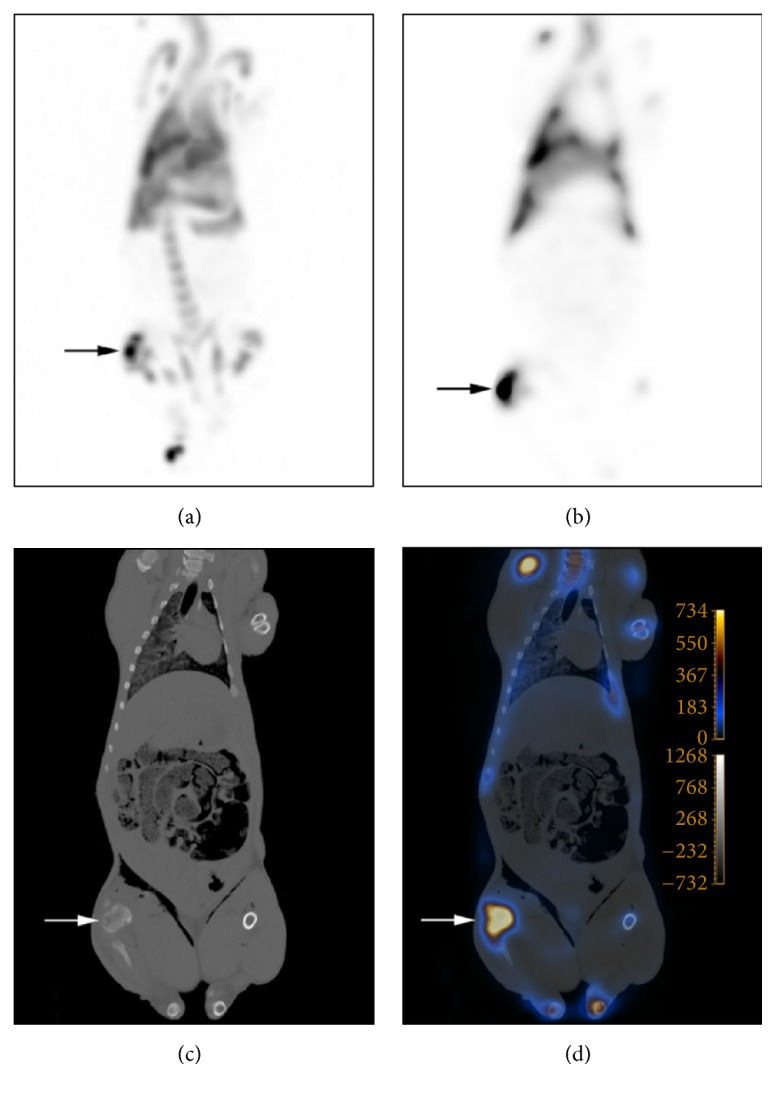
modello sperimentale di osteomielite su maialino infettato con stafilococco aureo e sacrificato dopo iniezione di leucociti marcati con ^{111}In-Oxina. La freccia evidenzia l'accumulo di leucociti a livello del terzo prossimale della tibia, sede dell'infezione primaria. Altri accumuli sono evidenti a livello del femore distale e del III e IV metatarso

Nella diagnosi di artrite settica acuta, nei casi dubbi, la scintigrafia con granulociti marcati ha una sensibilità maggiore della scintigrafia ossea trifasica, mostrando accumulo dei globuli bianchi in corrispondenza del liquido sinoviale infetto e anche nella diagnosi di osteomielite l'esame mostra una buona accuratezza. Nella spondilodiscite invece l'esame è spesso negativo anche in presenza di infezione in quanto l'edema presente nella zona infetta impedisce spesso ai leucociti di raggiungere la zona interessata (In tale sospetto clinico pertanto l'esame non è indicato; lo è invece la risonanza magnetica). In caso di spondilodiscite post-chirurgica le metodiche radiologiche possono non essere dirimenti per la presenza degli esiti dell'intervento (in tali casi la PET con FDG o la scintigrafia con gallio possono aiutare nella diagnosi differenziale).

### Piede diabetico
La scintigrafia con granulociti marcati, mediante metodica SPECT, consente di differenziare l'interessamento osseo e/o extraosseo da parte della malattia.

### Infezioni di protesi vascolari
In ambito addominale la scintigrafia con leucociti marcati mostra un'elevata sensibilità diagnostica e consente inoltre di rilevare ulteriori focolai infettivi nel resto del corpo (provocati da embolismo settico).

### Endocardite
La scintigrafia con granulociti marcati può essere utile nel caso di reperti dubbi all'ecocardiografia, nel sospetto di embolismo settico o per valutare la risposta alla terapia antibiotica.

### Febbre di origine sconosciuta
L'esame può essere utile, assieme alle altre metodiche di imaging e non, nel determinare la causa della malattia.

### Infezioni cerebrali
Nella maggior parte dei casi si tratta di ascessi. La scintigrafia con granulociti marcati, eventualmente completata con acquisizione SPECT del cranio, presenta un'accuratezza del 90% (utile nel caso TC o RMN siano dubbie). La metodica però non permette di discriminare la presenza di una lesione neoplastica ascessualizzata da un ascesso. In tali casi può essere utile l'esecuzione di una scintigrafia con marcatori di cellularità (MIBI o Tallio-201). È utile nella diagnosi utilizzare la scala riportata nella tabella sotto (i gradi +++ e ++++ sono spesso da riferire ad ascessi).
| Grado | Descrizione                                               |
| ----- | --------------------------------------------------------- |
| 0     | Assenza di captazione a livello della lesione interessata |
| +     | Captazione uguale alla teca cranica                       |
| ++    | Captazione superiore alla teca cranica                    |
| +++   | Captazione uguale alla base cranica                       |
| ++++  | Captazione superiore alla base cranica                    |

### Malattie infiammatorie intestinali
La scintigrafia con granulociti marcati può essere utile per definire l'attività della patologia e ricercarne il coinvolgimento extra-addominale. Le acquisizioni delle immagini sono di solito fatte più precocemente per evitare artefatti dovuti all'eliminazione del tecnezio per via intestinale ed è possibile utilizzare una scala (vedi tabella sotto) per classificare le aree di captazione a livello intestinale.
| Grado | Descrizione                                               |
| ----- | --------------------------------------------------------- |
| 0     | Assenza di captazione a livello della regione interessata |
| +     | Captazione inferiore all'ala iliaca                       |
| ++    | Captazione uguale all'ala iliaca                          |
| +++   | Captazione uguale al fegato                               |
| ++++  | Captazione superiore al fegato                            |

## Scintigrafia con granulociti marcatiin vitro
La marcatura dei granulociti neutrofili in vitro si effettua dopo prelievo di sangue da una vena del paziente che deve essere a digiuno. Il sangue così ottenuto viene quindi portato in un laboratorio dove i leucociti o i granulociti (a seconda del tipo di marcatura effettuata, vedi dopo) sono separati dalle restanti cellule del sangue mediante processi di sedimentazione e centrifugazione, oltre che con la tecnica del doppio gradiente (quest'ultima metodica consente di ottenere una popolazione quasi unicamente costituita da granulociti). Una volta ottenuta una popolazione cellulare questa verrà messa a contatto con opportuni radiofarmaci che consentiranno di marcarla con un particolare isotopo radioattivo prima di procedere alla reiniezione nel paziente della stessa. Quando si dispone di una popolazione di granulociti sarà possibile marcare questa con farmaci come 111In-Ossina, mentre nel caso si disponga di una popolazione di leucociti (che comprende tutte le cellule della serie bianca) sarà necessario usare un radiofarmaco che consenta di marcare in modo specifico solo i granulociti neutrofili (99mTc-HMPAO).
Per ottenere un esame ottimale i granulociti una volta iniettati nel corpo del paziente devono mantenere un comportamento il più possibile simile a quello fisiologico e l'isotopo radioattivo deve permanere all'interno della cellula in cui è stato incorporato per evitare la visualizzazione indesiderata di altri distretti corporei. Dato che gli isotopi utilizzati sono elementi metallici questi da soli non potrebbero essere utilizzati nella marcatura, pertanto nel permettere tale processo si usano dei chelanti, come ad esempio l'ossina, che favoriscono l'attraversamento della membrana cellulare da parte degli isotopi stessi. L'indio poi una volta entrato nella cellula verrà trattenuto dal nucleo impedendone la fuoriuscita. Sostanze come l'ossina però consentono al radioisotopo impiegato di entrare in tutti i tipi di cellule (e per tal ragione nel suo uso è necessario ottenere una popolazione pura di granulociti neutrofili). Utilizzando invece come chelante l'HMPAO è possibile marcare in modo specifico solo i neutrofili in quanto questa sostanza viene assorbita selettivamente solo da questi. Una volta dentro la cellula la struttura ad anello della molecola viene rotta e il tecnezio liberato nel citoplasma. Col tempo però il tecnezio libero, al contrario dell'indio, fuoriesce dal granulocita in un processo chiamato eluizione.
La marcatura in vitro dei leucociti richiede l'utilizzo di personale addestrato e di apparecchiature adeguate a ridurre il rischio biologico sia per i pazienti sia per gli operatori.
Le immagini sono acquisite di solito a diversi intervalli di tempo per verificare che le cellule marcate si accumulino nei siti di sospetta infezione. Nel sospetto di patologia addominale l'uso dell 111In-ossina consente di non avere accumulo aspecifico di radioattività nell'intestino, evidente invece alle acquisizioni tardive usando nella marcatura il 99mTC-HMPAO per il fenomeno dell'eluizione descritto prima (si può ovviare a questo inconveniente usando tempi di acquisizione più precoci).
Dato che le cellule marcate tendono ad accumularsi anche a livello del midollo osseo, nel caso di reperti dubbi può essere utile eseguire un'ulteriore scintigrafia con nanocolloidi (il cui accumulo è selettivo per il sistema reticolo-endoteliale)

## Distribuzionein vivodei granulociti
Le sedi fisiologiche di accumulo dei globuli bianchi sono la milza, il fegato, il midollo osseo e il polmone. L'entità della captazione polmonare nel tempo è un indice della funzionalità dei leucociti marcati in vitro. Di solito, a 30 minuti dall'iniezione, la captazione polmonare è inferiore a quella del fegato che a sua volta è inferiore a quella della milza. Un'aumentata ed omogenea captazione polmonare di solito è legata a un'attivazione dei leucociti con loro ritenzione a livello del primo letto capillare a valle del sito di iniezione, mentre un aspetto disomogeneo del polmone (con aspetto focale degli accumuli) è indice di aggregazione delle cellule iniettate. In presenza di questi quadri scintigrafici la quota di cellule disponibili per localizzare i siti di infezione diminuisce. Di solito la captazione polmonare scompare quasi completamente entro 90 minuti dall'iniezione, se questa persiste per più di 4 ore potrebbe essere suggestiva di patologia polmonare. Anche una captazione del fegato maggiore rispetto alla milza è un indice di presenza di cellule danneggiate.

## Scintigrafia con granulociti marcatiin vivo
La marcatura in vivo dei granulociti neutrofili consentì di evitare le problematiche sopra descritte della marcatura in vitro. Viene eseguita infatti più semplicemente iniettando direttamente nel corpo del paziente degli anticorpi monoclonali marcati con 99mTc (99mTc-IgG) in grado di riconoscere alcuni antigeni di tali cellule della serie bianca. La distribuzione di queste molecole è in realtà leggermente differente rispetto ai leucociti marcati in vitro. Tali sostanze infatti arrivano nei siti di infezione principalmente in modo aspecifico (secondari all'infiammazione in tali sedi) e solo qui, legandosi ad alcune glicoproteine di superficie dei granulociti, conferiscono specificità all'indagine mantenendo la radioattività in sede nel tempo. I risultati migliori con queste molecole si ottengono nello studio dello scheletro appendicolare. Lo svantaggio principale è la produzione in alcuni soggetti di anticorpi umani antimurini (HAMA, questi anticorpi sono prodotti da plasmacellule di topo) che, oltre a rendere critica la ripetizione dell'esame per la formazione di immunocomplessi con l'anticorpo somministrato, possono anche essere pericolosi per la possibile insorgenza di reazioni allergiche alla seconda somministrazione. L'uso di frammenti di anticorpo (99mTc-FAP) per via della loro clearance più rapida ha permesso una riduzione del rischio di formazione degli HAMA.